# سو فريدريك
سو فريدريك (بالإنجليزية: Su Friedrich)‏ هي مخرجة أمريكية، ولدت في 12 ديسمبر 1954 في نيو هيفن في الولايات المتحدة.

## وصلات خارجية
- الموقع الرسمي
- سو فريدريك على موقع IMDb (الإنجليزية)
- سو فريدريك على موقع ألو سيني (الفرنسية)
- سو فريدريك على موقع أول موفي (الإنجليزية)
- سو فريدريك على موقع قاعدة بيانات الفيلم (الإنجليزية)
- سو فريدريك على موقع كينوبويسك (الروسية)